# Rondonópolis
Rondonópolis é um município brasileiro do estado de Mato Grosso, localizado na região Sudeste do estado, a 210 km da capital Cuiabá. É a cidade mais populosa do interior do estado com 259 167 habitantes, conforme estimativa do Instituto Brasileiro de Geografia e Estatística (IBGE) de 2024.
Rondonópolis tem o segundo maior produto interno bruto (PIB) do estado de Mato Grosso. Está localizada estrategicamente no entroncamento das Rodovias BR-163 e BR-364 e é a ligação entre as regiões norte e sul do país. Por estas vias são transportadas toda a produção agrícola e industrial para os grandes centros metropolitanos e portos do Brasil.
Com uma importante localização geográfica, a cidade tem na industrialização um novo salto de crescimento. Hoje, a diversificação de segmentos industriais tem gerado títulos importantes para o município: maior polo de esmagamento, refino e envase de óleo de soja do Brasil, maior polo misturador de fertilizante do interior brasileiro, maior produção estadual de ração e suplementos animais, frigoríficos com padrões internacionais e prepara-se para se consolidar como um dos principais polos têxteis do centro-oeste, através do incentivo e investimento na indústria de tecelagem e confecções. Mais recentemente, Rondonópolis começa a receber investimentos no setor de metalurgia.
Representa um importante polo que atende 21 municípios e cerca de 560 mil habitantes. Investe em qualificação profissional, infraestrutura, tecnologia e desenvolvimento humano, como incentivo para o crescimento da produção agropecuária, da indústria, do comércio e do turismo, gerando emprego, renda e qualidade de vida a todos que aqui vivem e investem.

## História
Os vestígios mais antigos de populações humanas em terras do atual município de Rondonópolis foram encontrados no sítio arqueológico Ferraz Egreja e datam de pelo menos cinco mil anos atrás.
Desde o final do século XIX, a região é povoada por índios Bororo e pelo destacamento militar de Ponte de Pedra (1875-1890); posteriormente chegaram comitivas em busca de ouro e pedras preciosas. Entre 1907 e 1909, chegaram as expedições de Cândido Rondon para a construção das Linhas Telegráficas para interligar Mato Grosso e Amazonas ao restante do Brasil. O posto telegráfico do Rio Vermelho foi inaugurado em 1922.
E por volta de 1902 e 1907 famílias começaram a se instalar  no Vale do Rio Vermelho vinda de Goiás, a viagem foi longa. Depois de quatro meses de cavalgada pelo Centro Oeste, perdendo objetos, morrendo novilhas, chegaram ao seu destino. Luis Esteves dos Santos e Manuel Conrado encontraram uma terra habitada por índios. Muito cerrado, córregos d‘agua e um imenso rio de água vermelha conhecido pelos índios como Rio Poguba (tendo o mesmo significado pela sua cor avermelhada). Este rio muito profundo era coberto de pedregulhos, lugares rochosos, arenosos, poções, areias um tanto movediças, e canais profundos. A forte correnteza das águas vermelhas transportava no seu leito de água doce e saborosa, patos, marrecos, coriangos, centenas de anhumas, garças, emas, diversos pássaros menores, sabiás, rolinhas, pombas, juritis, beija-flores e também entre as tantas o vítreo encantado das borboletas azuis. O sol já declinava no poente quando acamparam perto da Cachoeirinha, avizinhando-se do Rio Vermelho este casal, juntando todas as tralhas, estenderam no solo uma pequena capa e cochonilo tempo ali colocaram as crianças menores, as quais já cansadas pela viagem vão conciliar num sono de inocência. Neste inicio de colonização as famílias viviam da sua força de trabalho e coragem, pois haviam muitas doenças, a falta de alimentos e condições de moradia precárias era prejudicial para a sobrevivência. Com essas dificuldades as famílias instaladas no rio vermelho pediram ajuda. José Rodrigues dos Santos um ex político e um dos grandes fazendeiros de Palmeiras de Goiás , estando a par dos acontecimentos. Imediatamente, arrumou uma escolta de carregamento e provisões em geral. Encheu os carros de boi de mantimentos, equipando-se de tudo, trouxe recursos e víveres para a família de seu irmão Manuel Conrado, e assim é fundado Rondonópolis.
Em 1915, setenta famílias habitavam a localidade e o então Presidente de Estado do Mato Grosso reservou 2.000 hectares para a povoação do Rio Vermelho, que viria a se converter na cidade de Rondonópolis. Em 1918, Otávio Pitaluga conclui a medição e o projeto urbano para a localidade (desenho que foi aproveitado por Domingos de Lima, em 1948, para o traçado do quadrilátero central). Em 1918, Pitaluga alterou o nome do povoado para Rondonópolis (homenagem a Rondon). Em 1920, Rondonópolis é convertida em distrito de Santo Antônio do Leverger e comarca de Cuiabá.
Na década de 1920, acontecem enchentes, epidemias e desentendimentos entre os moradores em Rondonópolis; e João Arenas descobre diamante em Poxoréo. Isso leva ao despovoamento de Rondonópolis, entre 1931 e 1947. Como a migração aconteceu para a vizinha Poxoréo, este é elevado a município em 1938 e Rondonópolis se converte em seu distrito. A partir de 1947, Rondonópolis volta a crescer por conta da política de colônias agrícolas implantada pelo Governo do estado. A emancipação política de Rondonópolis aconteceu em dezembro de 1953.
Em 2023, a língua Boe Bororo foi cooficializada no município.

## Geografia
Rondonópolis localiza-se a uma latitude 16º28'15" sul e a uma longitude 54º38'08" oeste, estando a uma altitude de 227 metros. Sua população em 2022 era de 244.911 habitantes, o que coloca Rondonópolis em 118º lugar no Brasil, 8° lugar dos municípios do Centro-Oeste e 3º lugar no estado. Sua microrregião possui 270.798 habitantes e está dividida em oito municípios. E sua mesorregião possui 526.445 habitantes segundo estimativas do IBGE/2013.
Localizado em posição privilegiada, no entroncamento das rodovias BR-163 e BR-364, além dos trilhos da Ferronorte, Rondonópolis faz limite com os municípios de Juscimeira, Poxoréu, Itiquira, São José do Povo, Pedra Preta e Santo Antônio de Leverger. A cidade é banhada pelos rios Vermelho, Tadarimã, Arareau, Ponte de Pedra, Guiratinga, e Jurigue.

A região tem vegetação típica do cerrado, e o clima é tropical quente e úmido, com chuvas concentradas na primavera e no verão. Segundo dados do Instituto Nacional de Meteorologia (INMET), referentes ao período de 1995 a 2021, a menor temperatura registrada em Rondonópolis foi de 3,3 °C em 01 de julho de 2021, e a maior atingiu 43,5 °C em 5 de outubro de 2020. O maior acumulado de precipitação em 24 horas foi de 187,5 milímetros (mm) em 10 de janeiro de 2012. Outros grandes acumulados iguais ou superiores a 100 mm foram 113,6 mm em 11 de outubro de 2011, 109 mm em 6 de maio de 1995, 105,4 mm em 31 de janeiro de 1999 e 103 mm em 16 de janeiro de 1999. Janeiro de 2012, com 572,2 mm, foi o mês de maior precipitação.
| Dados climatológicos para Rondonópolis                                                                                                | Dados climatológicos para Rondonópolis | Dados climatológicos para Rondonópolis | Dados climatológicos para Rondonópolis | Dados climatológicos para Rondonópolis | Dados climatológicos para Rondonópolis | Dados climatológicos para Rondonópolis | Dados climatológicos para Rondonópolis | Dados climatológicos para Rondonópolis | Dados climatológicos para Rondonópolis | Dados climatológicos para Rondonópolis | Dados climatológicos para Rondonópolis | Dados climatológicos para Rondonópolis | Dados climatológicos para Rondonópolis |
| Mês | Jan                                    | Fev                                    | Mar                                    | Abr                                    | Mai                                    | Jun                                    | Jul                                    | Ago                                    | Set                                    | Out                                    | Nov                                    | Dez                                    | Ano                                    |
| --- | -------------------------------------- | -------------------------------------- | -------------------------------------- | -------------------------------------- | -------------------------------------- | -------------------------------------- | -------------------------------------- | -------------------------------------- | -------------------------------------- | -------------------------------------- | -------------------------------------- | -------------------------------------- | -------------------------------------- |
| Temperatura máxima recorde (°C) | 37,5                                   | 37,4                                   | 36,8                                   | 36,8                                   | 36                                     | 36,6                                   | 37,5                                   | 40,1                                   | 42,7                                   | 43,5                                   | 38,7                                   | 38,1                                   | 43,5                                   |
| Temperatura mínima média (°C) | 22,1                                   | 22                                     | 21,9                                   | 20,5                                   | 17,2                                   | 15,6                                   | -                                      | 16,6                                   | 19,7                                   | 21,7                                   | 21,9                                   | 22,2                                   | -                                      |
| Temperatura mínima recorde (°C) | 14,8                                   | 16,2                                   | 18,9                                   | 10,1                                   | 6,2                                    | 4,5                                    | 3,1                                    | 7,9                                    | 9,7                                    | 16,5                                   | 16,3                                   | 15,8                                   | 3,1                                    |
| Precipitação (mm) | 265,2                                  | 193,7                                  | 146                                    | 95,3                                   | 36                                     | 11,2                                   | -                                      | 6,5                                    | 36,7                                   | 121                                    | 145,1                                  | 244,9                                  | -                                      |
| Umidade relativa compensada (%) | 87,9                                   | 87                                     | 87,2                                   | -                                      | 78,4                                   | 72,9                                   | 63,2                                   | 53                                     | 58,4                                   | 72,1                                   | 79,6                                   | 86                                     | -                                      |
| Fonte: Instituto Nacional de Meteorologia (INMET) (normal climatológica de 1981-2010; recordes de temperatura: 01/02/1995 - presente) |                                        |                                        |                                        |                                        |                                        |                                        |                                        |                                        |                                        |                                        |                                        |                                        |                                        |

## Demografia
A população do município de Rondonópolis foi verificada como sendo de 195 476 habitantes em 2010, segundo dados do Censo 2010. Naquele ano, era o terceiro município mais populoso do estado do Mato Grosso, depois de Cuiabá e de Várzea Grande, e o mais populoso do interior do estado. De acordo com o mesmo censo, destes 195 mil habitantes, 98 197 pertenciam ao sexo masculino (50,23% do total) e 97 279 pertenciam ao sexo feminino (49,77% do total), sendo que 188 028 habitantes (96,19% do total) viviam na área urbana do município e 7 448 na área rural (3,81% do total).

### IDH-M
O IDHM (Índice de Desenvolvimento Humano Municipal) de Rondonópolis, segundo dados do PNUD (Programa das Nações Unidas para o Desenvolvimento) de 2010, é de 0,755 (desconsiderando a desigualdade de renda), considerado "alto", acima da média estadual, que foi de 0,725 no mesmo período, e da média nacional, de 0,727 em 2010, nos mesmos termos. De acordo com o PNUD, o IDHM-E, ou seja, o IDHM referente a educação, foi de 0,698 naquele ano (acima da média do estado do Mato Grosso, foi de 0,635), considerado "médio", enquanto o IDHM-L, o IDHM referente a longevidade foi de 0,823 (ligeiramente acima da média estadual de 0,821), considerado "muito alto", e o IDHM-R, o IDHM referente a renda foi de 0,749 (enquanto o IDHM-R médio estadual foi de 0,732). Em 2010, a expectativa de vida média em Rondonópolis era de 74,37 anos, e a renda per capita era de R$843,62.

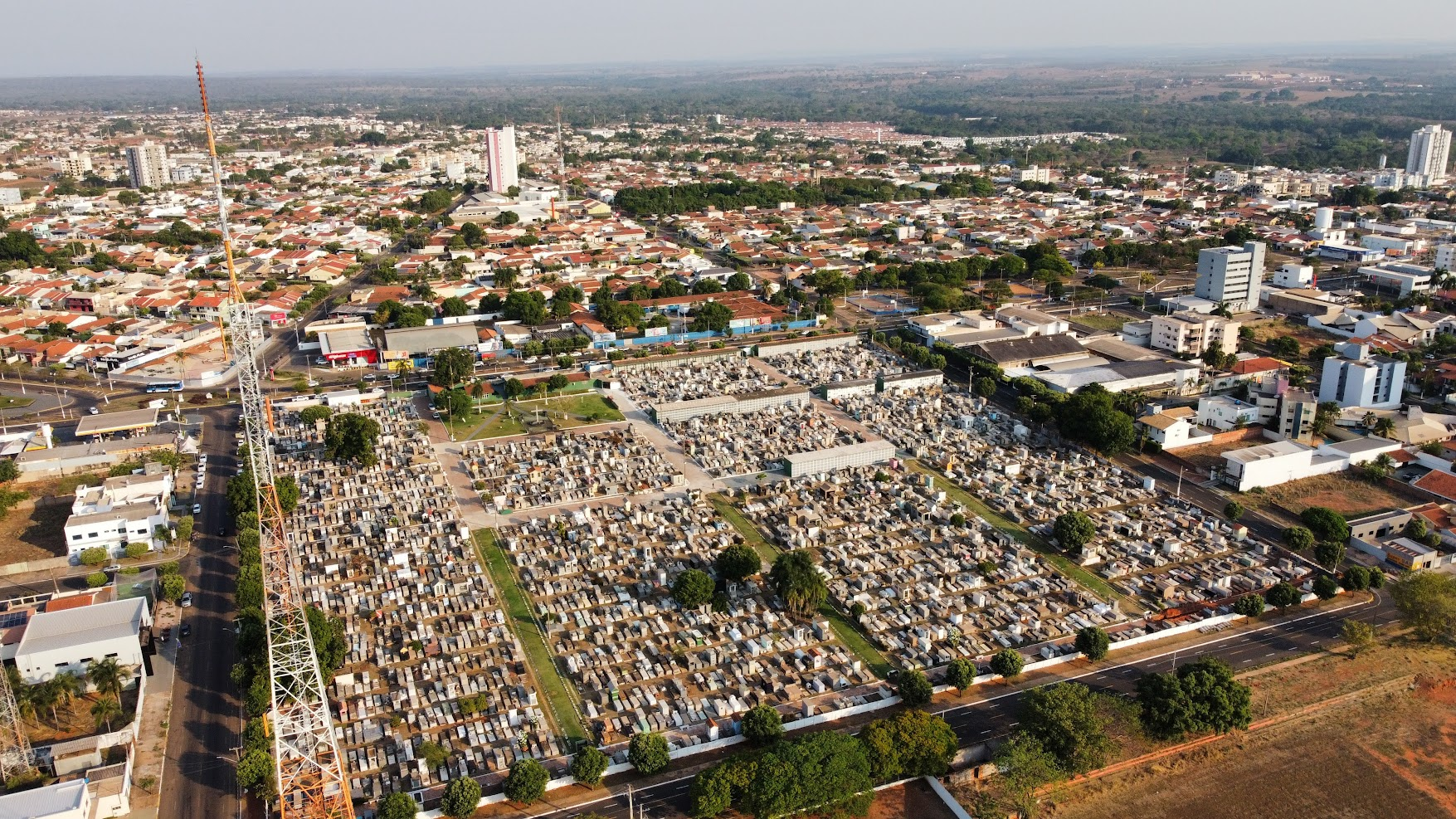
Cemitério da Vila Aurora

No ranking do ano de 2010, entre os municípios mato-grossenses, Rondonópolis ocupava a 4ª posição, depois da capital, Cuiabá (0,785), de Lucas do Rio Verde (0,768) e de Nova Mutum (0,758), possuindo um IDHM ligeiramente superior ao de Sinop (0,754), na 5ª posição. Entre todos os cinco mil municípios do país naquele ano, Rondonópolis aparecia na 453ª posição, empatado com Alto Bela Vista (SC), Aparecida (SP), Brodowski (SP), Cianorte (PR), Coronel Fabriciano (MG), Formiga (MG), Montenegro (RS), Orleans (SC), Pongaí (SP), Saudades (SC), São José do Ouro (RS), São Ludgero (SC), São Pedro (SP).
Em 2000, de acordo com o PNUD, o IDHM do município era de 0,638, enquanto que em 1991 era de 0,480.

## Filhos Ilustres
São naturais dessa cidade a dupla sertaneja Cacique e Pajé,  Zé Henrique da dupla sertaneja Zé Henrique & Gabriel, João Bosco da dupla João Bosco & Vinícius, o compositor Airo Barcelos, Vanderson de Oliveira Campos e Ana Vitória convocados para as seleções brasileiras de futebol masculina e feminina respectivamente em 2023, Jakelyne Oliveira a Miss Brasil no ano de 2013.

## Economia
Rondonópolis é hoje a 2ª maior economia do estado de Mato Grosso e está entre as 100 maiores economias do país, com um PIB de 17 bilhões de reais (IBGE/2021) a cidade já é considerada a mais industrializada do estado. Nos últimos anos houve um intenso processo de industrialização e verticalização da economia. Diversas indústrias se instalaram no município, a Cervejaria Petrópolis (Crystal), a TBM Têxtil, Nortox Agrotóxicos, Bunge Alimentos, ADM, Agra, e outras são exemplo dessa industrialização.
O agronegócio já não é a principal fonte de economia, e sim a "mola propulsora" para diversos outros setores secundários da economia local. Rondonópolis já foi considerada a "Capital Nacional do Agronegócio", hoje volta seus ideais para a indústria, com o objetivo de agregar valores a seus produtos como soja e algodão, com instalação de grandes esmagadoras de soja e indústrias têxteis. A cidade também é um importante polo comercial, além de ser considerada "capital regional", por sua importância econômica. A edição de Janeiro/2010 da Revista "Pequenas Empresas & Grandes Negócios", mostra estudo exclusivo, feito pela consultoria paulistana Geografia de Mercado que deu origem à lista de 25 cidades boas para se empreender e Rondonópolis está no 7º lugar da lista das cidades, entre 100 e 200 mil habitantes. Rondonópolis está entre as 40 maiores cidades exportadoras do Brasil.

### Centros Comerciais

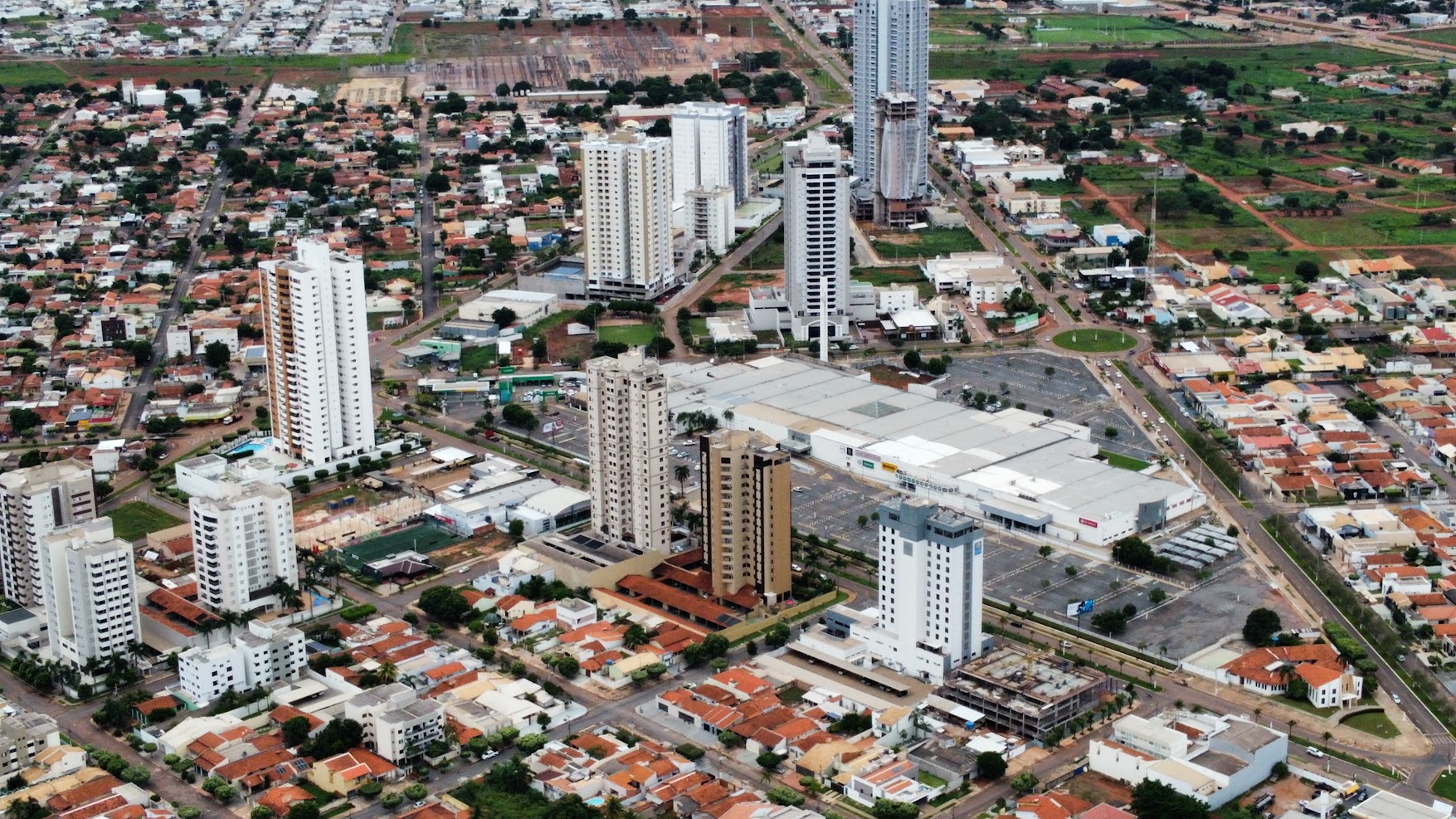
Rondon Plaza Shopping

Hoje Rondonópolis conta com o "Rondon Plaza Shopping", o único no estilo shopping center na cidade e que passa por uma extensa reforma. O "Shopping Popular", mais conhecido como "Camelódromo", localizado no Cais, ponto turístico e de lazer da cidade. Além de várias lojas de ruas na região central da cidade, e grandes redes de departamento. A cidade tem projeto pra uma futura construção de um novo shopping, já confirmada.
Atualmente existem estudo de criação de um CPAR (Centro político administrativo de Rondonópolis) no lote entre a UFR e o Parque de exposições, já em andamento.

## Turismo
O Turismo de Rondonópolis é movimentado pelo agronegócio, mas devido às belezas naturais da região, o ecoturismo já surge como atração para o setor. Outra área que começa a atrair visitantes é o Esporte devido a vários campeonatos de diversas modalidades. 
As feiras agropecuárias como a Agrishow Cerrado (feira internacional de tecnologias agrícolas), que acontece em abril e a Exposul (exposição agropecuária oficial da cidade), realizada em agosto atraem milhares de pessoas de todo o Brasil para o município. Também ocorrem movimentações para a abertura do Parque Estadual Dom Osório Stoffel criado em 2002 e somente após 20 anos, será oficialmente aberto.
O Parque Ecológico João Basso (área de preservação ambiental particular) é formado por cachoeiras, grutas, inscrições rupestres e trilhas que levam à Cidade de Pedra. Há também por toda a região de Rondonópolis uma série de cachoeiras e rios propícios para os amantes da boa pescaria, para a prática de esportes radicais como o rapel ou simplesmente para contemplar a natureza exuberante do cerrado. Os campeonatos de skate, motocross, Fórmula Uno, Festival de Arrancadas e o Circuito Banco do Brasil de Vôlei de Praia também contribuem para o Turismo local.
Para atender a demanda de turistas e visitantes a cidade de Rondonópolis dispõe de um Aeroporto Municipal que faz a ligação aérea com Cuiabá, Campinas e Brasília, e um terminal rodoviário composto por 22 empresas de transportes que ligam o município a todos os outros Estados do Brasil.
Pontos turísticos de Rondonópolis
- Cidade de pedra, um complexo rochoso e sítio arqueológico (Fechado desde 2005);[54]
- Parque Ecológico João Basso, uma Reserva Particular do Patrimônio Natural;[52][53][54]
- Rio Ponte de Pedra, local de prática de esportes radicais;

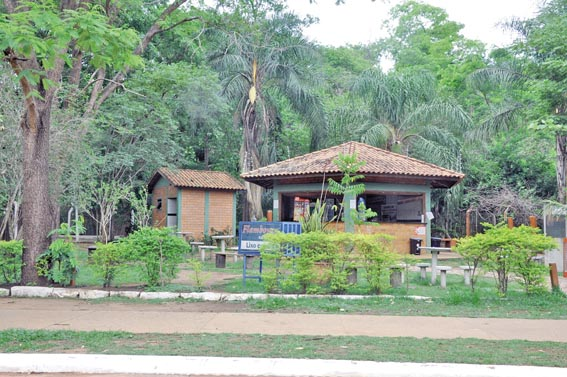
Horto Florestal em Rondonópolis

- Horto Florestal em RondonópolisCais, às margens do Rio Vermelho, local para lazer, com um belo entardecer;[64][65]
- Horto Florestal, lugar ideal para realizar caminhadas ao amanhecer e ao entardecer;[66]
- Museu Municipal Rosa Bororo;[67]
- Praça Brasil, no centro da cidade;
- Avenida Lions, ao longo da avenida estão alguns do principais bares e restaurantes da cidade;
- Rodovia do Peixe, além de belas paisagens a muitas pousadas e restaurantes ao longo da rodovia que margeia o Rio Vermelho;[68]

## Estrutura Urbana

### Educação
Ensino Superior
Rondonópolis conta com uma universidade federal, a Universidade Federal de Rondonópolis (UFR), que oferece os seguintes cursos superiores: Administração, Biblioteconomia, Ciências Biológicas, Ciências Contábeis, Ciências Econômicas, Enfermagem, Engenharia Agrícola e Ambiental, Engenharia Mecânica, Geografia, História, Sistemas de Informação, Letras Inglês, Letras Português, Matemática, Medicina, Pedagogia, Psicologia e Zootecnia.
O Núcleo Pedagógico de Rondonópolis, da Universidade Estadual de Mato Grosso (UNEMAT), iniciou as atividades no município em 2017 com a oferta dos cursos de Bacharelado em Ciência da Computação e Licenciatura em Letras, já o curso de Direito teve início em 2018 em formato de turma única fora de sede , tendo como sede o Campus da UNEMAT de Alto Araguaia. Em dezembro de 2019, o Núcleo Pedagógico de Rondonópolis se tornou Câmpus Avançado da UNEMAT . Atualmente, os cursos ofertados no município funcionam provisoriamente na Escola Estadual Professora Stela Maris Valeriano da Silva. Existem projetos de construção de um prédio da UNEMAT em Rondonópolis e a possibilidade de criação de novos cursos .
A cidade também possui um campus do Instituto Federal de Educação, Ciência e Tecnologia de Mato Grosso (IFMT), que oferta cursos superiores: Licenciatura em Ciências da Natureza e Técnico em Análise e Desenvolvimento de Sistemas; e cursos técnicos: Técnico em Secretariado, Técnico em Alimentos, Técnico em Informática, Técnico em Química e Técnico em Administração.
A cidade conta com dois campi da UNIC (Kroton Educacional) oferta em suas unidades os cursos de: Administração, Agronegócios, Psicologia, Gestão de Recursos Humanos,Marketing, Ciências Contábeis, Direito, Enfermagem, Educação Física, Engenharia Civil, Engenharia de Produção, Sistemas de Informação, Odontologia, Farmácia, Fisioterapia. Após a incorporação do campus da Anhanguera Educacional, a faculdade UNIC integrou a sua marca também os cursos de Arquitetura e Urbanismo, Agronomia, Ciência da Computação, Engenharia Mecânica, Engenharia de Controle e Automação, Pedagogia.
Como parte do Acordo de Controle de Concentração (ACC) firmado entre o grupo Kroton e o Conselho Administrativo de Defesa Econômica (CADE) em 2014, que visava a fusão com o grupo Anhanguera, a Faculdades Integradas de Rondonópolis (Unic-FAIR) foi vendida ao grupo ASSELVI, mantenedora da faculdade UNIASSELVI, que passou a ofertar presencialmente os cursos de Administração, Ciências Contábeis, Direito e Sistema de Informação, além de todo o leque de cursos EAD que o grupo já ofertava.
A unidade da Faculdade FASIPE de Rondonópolis, teve seu credenciamento e autorizações de cursos publicados em D.O.U no mês de setembro de 2019, a instituição deverá entrar em funcionamento até fevereiro de 2020, com os cursos de Ciências Contábeis, Direito, Enfermagem, Engenharia Civil e Odontologia.
Fazem parte do cenário educacional superior várias Faculdades EAD entre elas UNOPAR Virtual, CESUMAR Virtual.
Escola particular de ensino técnico profissionalizante, Mais Sistema de Ensino, que conta com cursos voltados para a área da saúde, como Técnico em Enfermagem e Técnico em Radiologia.
Além de escolas de ensino técnico SENAI, SENAC, SEST/SENAT e SECITEC.
Educação Infantil, Ensino Fundamental e Médio:
- Rede Municipal de Ensino – Rondonópolis tem 52 unidades de Educação Infantil, Ensino fundamental e Educação para Jovens e Adultos - EJA, com cerca de 17.500 alunos matriculados;
- Rede Estadual de Ensino – São 34 unidades de Ensino Fundamental, Médio e EJA, com cerca de 31.000 alunos matriculados;
- Rede Particular de Ensino – São 30 Escolas de Educação Infantil, Ensino Fundamental, Médio e Especial, além da EJA, com cerca de 7.500 alunos matriculados;

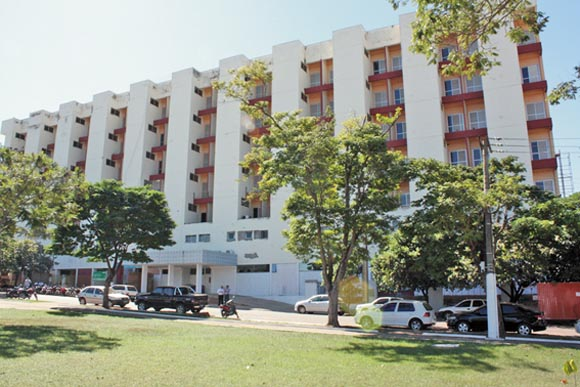
Santa Casa de Misericórdia

### Saúde
Rondonópolis conta com 155 leitos de internação no Sistema Único de Saúde – SUS, 8 Unidades de Terapia Intensiva – UTI para adultos e 10 leitos de UTI Neonatal.

### Áreas Verdes
Rondonópolis tem o parque ecológico do Escondidinho, o Horto Florestal, o Parque das Águas e as praças em diversos bairros da cidade.

### Transporte
Rondonópolis é cortada pelas Rodovias Federais BR-163 e BR-364, e pelas Estaduais MT-130 e MT-270. Além dos trilhos da Ferronorte. As principais Avenidas da cidade são: Avenida Fernando Correa da Costa, Avenida Bandeirantes, Avenida Lions, Avenida Brasil, Avenida Presidente Médici, Rua Dom Pedro II, e a Rua Barão do Rio Branco.
- O Transporte Coletivo é feito por uma única empresa, a Cidade de Pedra;
- Terminal Rodoviário Alberto Luz, situado no Jardim Novo Horizonte, possui destinos a cidades dos estados de MT, AC, RO, PA, MS, GO, DF, PR, SC, RS, SP, MG, RJ, BA, SE, AL e PE;
- O Aeroporto Municipal Maestro Marinho Franco, localizado a 16 km do centro da cidade, com voo para Campinas operado pela Azul. O aeroporto foi entrega a concessão privada no início de 2019 e a expectativa é que tenha melhorias e mais vôos.
- O Terminal Intermodal de Rondonópolis, administrado pela empresa ALL (América Latina Logística). O Terminal é considerado o maior da América Latina;

### Frota
Rondonópolis tem a segunda maior frota de veículos do estado com 149.970 veículos (Fonte: Ministério das Cidades, Departamento Nacional de Trânsito - DENATRAN - 2016).

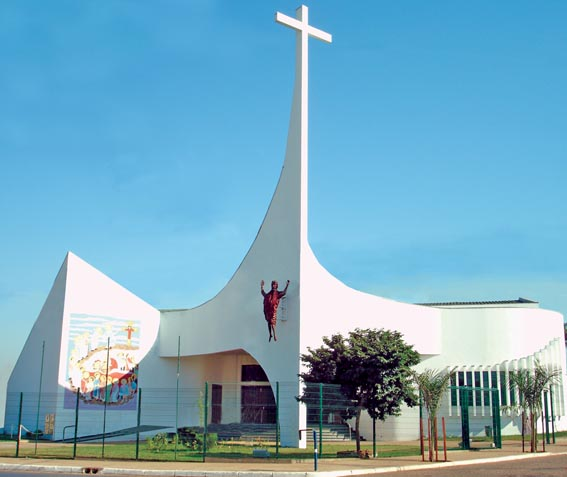
Catedral Santa Cruz

| TIPO DE VEÍCULO  | QUANTIDADE |
| ---------------- | ---------- |
| Automóveis       | 52.958     |
| Caminhões        | 4.734      |
| Caminhões-trator | 4.722      |
| Caminhonetes     | 14.444     |
| Caminhonetas     | 2.748      |
| Micro-ônibus     | 197        |
| Tratores         | 6          |
| Motocicletas     | 49.028     |
| Motonetas        | 19.418     |
| Ônibus           | 527        |
| Utilitários      | 1.193      |

### Cultura
Rondonópolis é uma referência cultural. Embora haja o projeto para a construção de um Teatro Municipal, não houve anúncio formal para sua efetiva implementação. Todavia, há lugares destinados à cultura e ao lazer, podendo ser citados o Caiçara Tênis Clube, no Rondon Plaza, Anfiteatro da Escola CIE e o Museu Municipal Rosa Bororo.

### Esporte

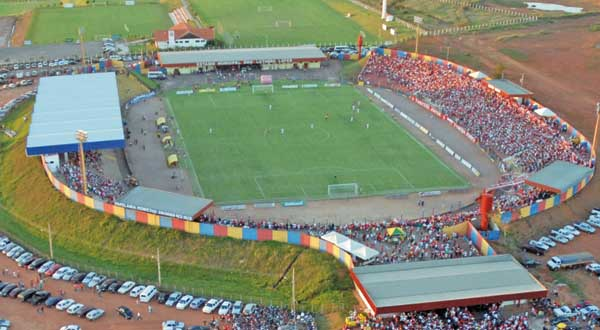
Estádio Lutero Lopes

Rondonópolis conta com o Estádio Engenheiro Luthero Lopes, com capacidade para cerca de 18 mil torcedores, local de jogos muito importantes pelo Campeonato Estadual de Futebol, organizado pela FMF (Federação Mato-grossense De Futebol). Possui no município três times: União Esporte Clube (campeão estadual em 2010), Sociedade Esportiva Vila Aurora (Campeão estadual em 2005), o Rondonópolis Esporte Clube, e o mais novo clube da cidade Academia Futebol Clube (Vice-Campeão 2ª Divisão estadual 2021).
O município também dispõe de um ginásio de esporte, o Ginásio Marechal Rondon. O Parque das Águas (que é utilizado para a prática esportivas como o skate, a caminhada, o vôlei e o bicicross), e o Horto Florestal. Além das praças municipais, onde quase todas contam com campo de areia, ou de futsal.

### Serviços
O serviço de água e esgoto é servido pela empresa Sanear (Serviço de Saneamento Ambiental de Rondonópolis), a empresa é uma autarquia municipal. Já a distribuição de energia é feito pela Energisa. 99,9% da cidade é servida de água tratada, e cerca de 70% (em 2014) do esgoto da cidade é coletado e tratado, a previsão é de que até o fim de 2016 todo esgoto da cidade seja coletado e tratado.

### Comunicação
Os principais meios de comunicação são a internet, as rádios, os jornais impressos, a televisão e as companhias de telefonia fixa e móvel. O DDD local é o 66.
As principais empresas responsáveis pela telefonia fixa na cidade são a Claro, Vivo e a Oi. Já a telefonia móvel fica a cargo da Vivo, Tim, Claro e Oi. As principais operadoras de Internet e TV por Assinatura são Vivo, Oi, Sky e a NET e ViaCabo.
Os canais de TV de Rondonópolis, o sinal analógico de TV começou a ser desligado em dezembro de 2018.
As emissoras afiliadas são:
| Dig. | UHF | Emissora              | Afiliação                       |
| ---- | --- | --------------------- | ------------------------------- |
| 02.1 | 22  | Tv Brasil Oeste       | Rede Brasil de Televisão        |
| 04.1 | 41  | TV Cidade Verde       | Rede Cidade Verde               |
| 05.1 | 38  | TV Cidade             | RecordTV                        |
| 08.1 | 45  | SBT Rondonópolis      | SBT                             |
| 12.1 | 36  | TV Centro América Sul | Rede Globo                      |
| 15.1 | 15  | TV Aparecida (Rede)   | TV Aparecida                    |
| 18.1 | 43  | Rede Vida (Rede)      | Rede Vida                       |
| 20.1 | 34  | Canção Nova (Rede)    | Canção Nova                     |
| 23.1 | 23  | RIT (Rede)            | Rede Internacional de Televisão |
| 24.1 | 24  | TV Evangelizar (Rede) | TV Evangelizar                  |
| 26.1 | 26  | TV Pai Eterno (Rede)  | TV Pai Eterno                   |
| 33.1 | 33  | Tv Novo Tempo (Rede)  | TV Novo Tempo                   |
| 34.1 | 32  | Record News (Rede)    | Record News                     |
| 48.1 | 48  | Rede Brasil (Rede)    | Rede Brasil de Televisão        |

As rádios FM sintonizadas em Rondonópolis são:
| Freq. | Prefixo | Nome                   |
| ----- | ------- | ---------------------- |
| 91,5  | ZYT 657 | Gazeta FM**            |
| 92,5  | ZYR165  | Nativa FM              |
| 94,1  | ZYI 401 | Massa FM               |
| 97.7  | ZYI 441 | Rádio Deus é Amor      |
| 99,3  | ZYX 673 | Band FM*               |
| 100,1 |         | Rádio Câmara           |
| 101,5 | ZYT 659 | Centro América Hits FM |
| 102,9 | ZYI 416 | Jovem Pan FM**         |
| 104,1 | ZYC 915 | 104 Amorin FM          |
| 105,7 | ZYL 659 | 105 FM                 |
| 106,3 | ZYT 642 | Vitória FM             |
| 106,7 |         | 106 FM                 |
| 107,5 | ZYL 670 | Shalon FM              |

*Concessão Rádio em Pedra Preta;
**Concessão Rádio em Poxoréu.
Na internet os canais mais utilizados para informações de notícias da região são as fanpages do Facebook e sites de notícias locais.
Os sites de Notícias de Rondonópolis são:
| Nome                  | URL                          | Facebook                            |
| --------------------- | ---------------------------- | ----------------------------------- |
| Agora Mato Grosso     | https://www.agoramt.com.br   | https://www.facebook.com/agoramt    |
| A Tribuna Mato Grosso | http://www.atribunamt.com.br | https://www.facebook.com/atribunamt |
| Radar 364             | https://www.radar364.com.br  | https://www.facebook.com/radar.364  |

## Últimos prefeitos eleitos
| Ano  | Prefeito           | Partido | Votos  | %     | Ref    |
| ---- | ------------------ | ------- | ------ | ----- | ------ |
| 2004 | Adilton Sachetti   | PPS     | 30.932 | 35,91 | [ 87 ] |
| 2008 | Zé Carlos do Pátio | PMDB    | 51.775 | 52,43 | [ 88 ] |
| 2012 | Percival Muniz     | PPS     | 60.452 | 57,52 | [ 89 ] |
| 2016 | Zé Carlos do Pátio | SD      | 39.352 | 36,22 | [ 90 ] |
| 2020 | Zé Carlos do Pátio | SD      | 44.605 | 43,87 | [ 91 ] |
| 2024 | Cláudio Ferreira   | PL      | 56.356 | 45,74 | [ 92 ] |

## Cidades Irmãs
- Uberlândia
- Austin
- Córdova